# Latemar
Il Latemar (o Gruppo del Latemar, in tedesco Latemargruppe) è un gruppo montuoso dolomitico che si estende tra le province di Trento e Bolzano, in Trentino-Alto Adige. La cresta delle vette fa da confine tra le due province. 
Il sistema dolomitico "Sciliar-Catinaccio e Latemar" è uno dei nove luoghi facenti parte del sito "Le Dolomiti" dichiarato nel 2009 patrimonio mondiale dell'umanità dall'UNESCO. Il Latemar è uno dei gruppi dolomitici più famosi nel mondo, in quanto la sua superba parete Nord si specchia nell'incantevole Lago di Carezza.

## Caratteristiche

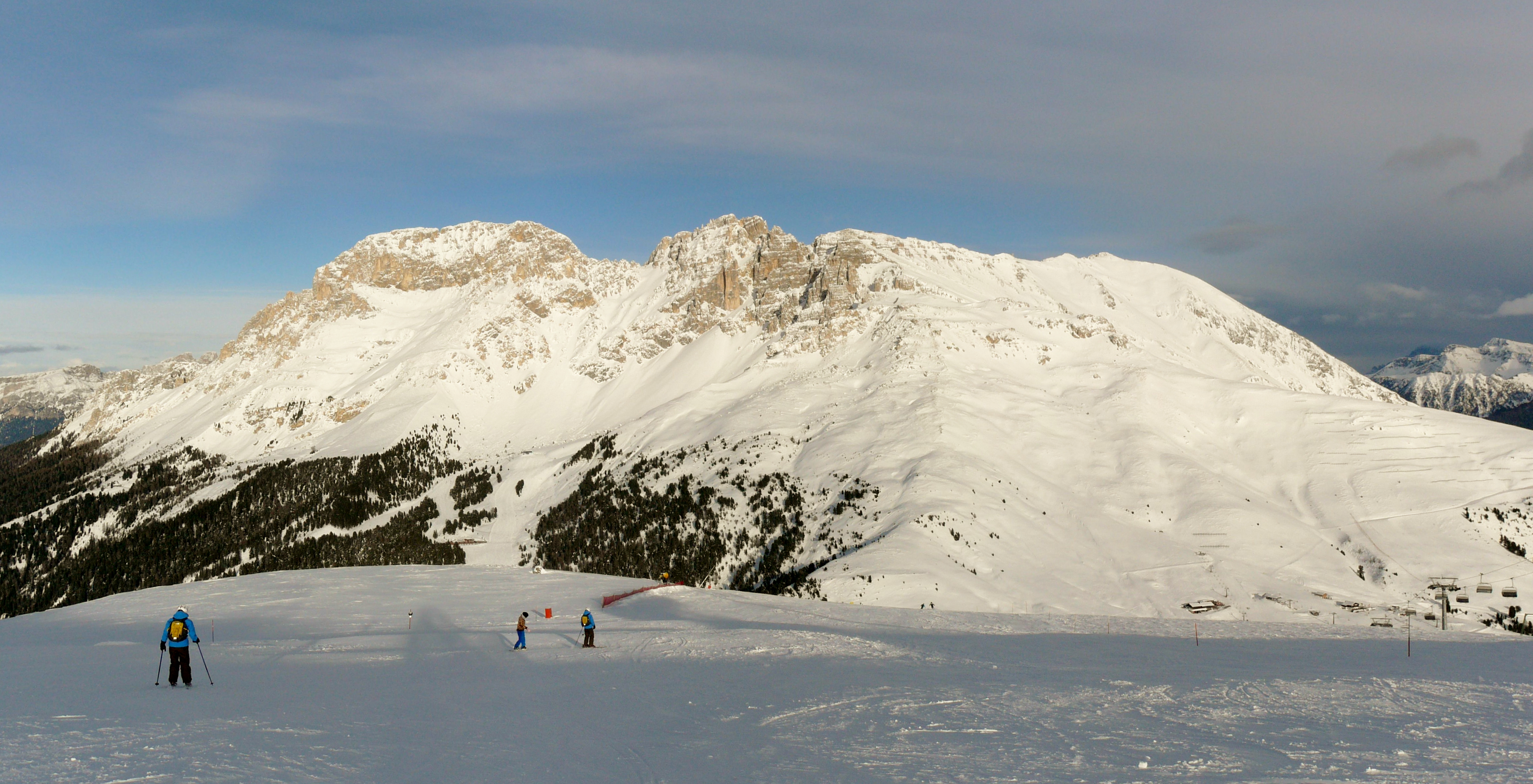
Il Gruppo del Latemar dalle piste di Obereggen

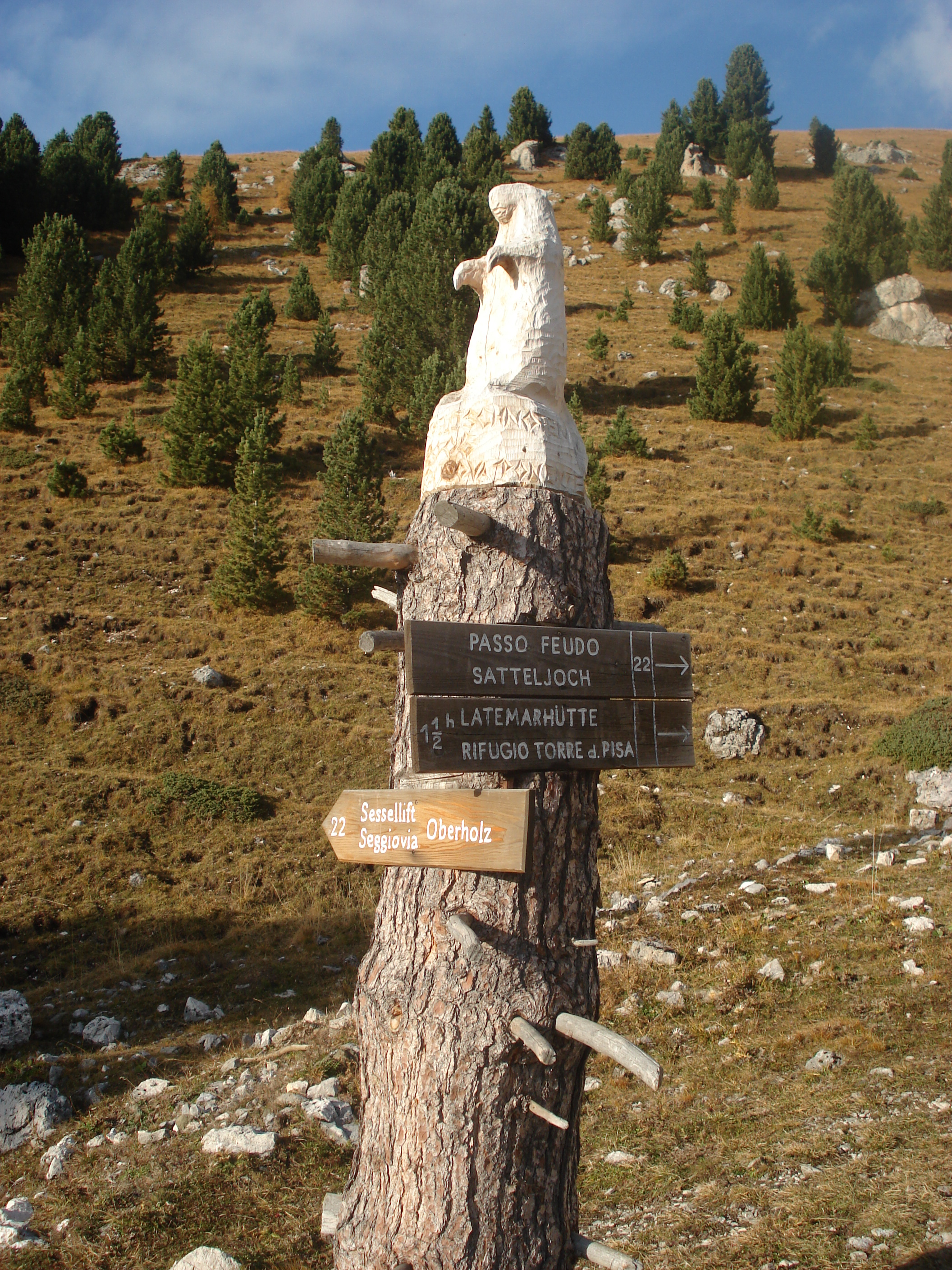
Segnavia artistico

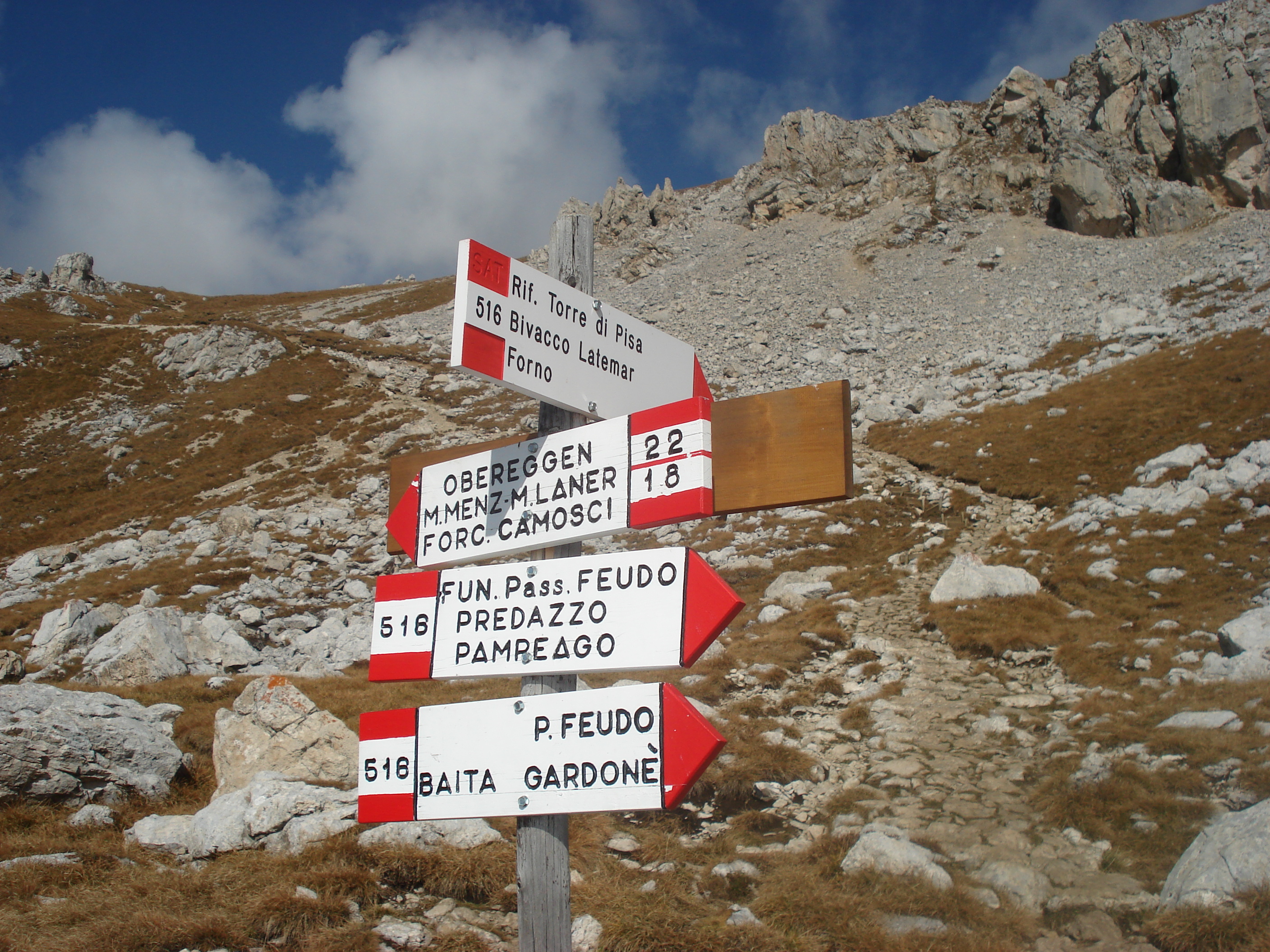
Segnavia lungo la salita al rifugio Torre di Pisa

Il gruppo si trova tra le valli di Fiemme, Fassa e d'Ega. Il suo perimetro è quindi lambito da Predazzo, Moena, Passo di Costalunga (Karerpass), Obereggen, Passo Pampeago (Reiterjoch) e Passo Feudo (Satteljoch).
Le vette del gruppo si ergono quasi tutte in sequenza, seguendo una struttura a semicerchio o ferro di cavallo, aperto verso Oriente. Le maggiori elevazioni agli estremi di questo semicerchio sono da un lato la Torre dei Mus - 2492 m (propaggine della Cima Feudo) e dall'altra il Sas da Ciamp - 2193 m (propaggine del Monte Toàc). L'interno di questo semicerchio ha una forma ad anfiteatro, chiamato localmente Lastéi de Valsorda, in centro a questo circo troviamo l'elevazione del Zan de Montagna - 2576 m che divide i Lastei di Vasorda in Settentrionali e Meridionali. Alla base di questo catino si apre la Valsorda, solcata dall'omonimo rio, che sfocia nell'Avisio presso la frazione di Forno.
Oltre alla struttura principale sopracitata troviamo delle propaggini a meridione considerate facenti parte del gruppo, ovvero la dorsale del Monte Agnello e della Pala di Santa.
È principalmente formato da picchi e cime di colore chiaro, comprende poche aree boschive (solo nelle piccole vallate adiacenti); è per lo più formato da roccia calcarea del Triassico Medio (Calcare del Latemar - Anisico Superiore / Ladinico Inferiore) e da dolomia. Il Latemar è un atollo fossilizzato, perfettamente preservato.

## Toponimo
Il nome della montagna è attestato nel 1100 come Laitemâr, nel 1237 come Latemar, nel 1311 come auf Latmar e nel 1512 come Lotmar e deriva da un maso omonimo, attestato nel 1723 come beim Latmarer e nel 1749 come Latmarerhof. Ancora nel 1600 la cima fu chiamata dalla popolazione locale di Nova Levante Walche Want, intesa come linea di demarcazione fra la zona germanofona dell'Alto Adige rispetto a quella romanza (ladina) di Fassa nel Trentino.

## Classificazione
Secondo la SOIUSA il Latemar è un gruppo alpino con la seguente classificazione:
- Grande parte = Alpi Orientali
- Grande settore = Alpi Sud-orientali
- Sezione = Dolomiti
- Sottosezione = Dolomiti di Fiemme
- Supergruppo = Dolomiti Settentrionali di Fiemme
- Gruppo = Gruppo del Latemar
- Codice = II/C-31.V-A.1

## Escursioni
Sul gruppo si possono effettuare sia escursioni accessibili senza attrezzatura che vie ferrate. Esiste un solo rifugio, il Rifugio Torre di Pisa, più alcuni bivacchi come il Bivacco Sieff o il Bivacco Rigatti, raggiungibile anche percorrendo la via ferrata dei Campanili del Latemar. Per poter usufruire del Bivacco Sieff (l'unico con vicino una sorgente di acqua potabile) bisogna ricordarsi di portare con sé della legna per la stufa, poiché la temperatura può scendere sotto zero la notte anche ad agosto.

## Nelle arti
Ai piedi della parete nord del Latemar si trova una zona in cui un'antica frana ha creato un paesaggio suggestivo chiamato il "Labirinto". In questo sito, attraversato da un sentiero e perciò facilmente visitabile, la scrittrice Agatha Christie ambientò la conclusione del suo romanzo Poirot e i quattro.

## Vette principali
| Nome italiano                            | Nome tedesco                             | Sottogruppo                        | Altitudine in metri |
| ---------------------------------------- | ---------------------------------------- | ---------------------------------- | ------------------- |
| Cimon del Latemar o Torre Diamantidi     | Diamantiditurm o Westliche Latemarspitze | Cresta del Latemar                 | 2844                |
| Schenòn del Latemar                      | Latemarspitze o Östliche Latemarspitze   | Cresta del Latemar                 | 2800                |
| Torre Christomannos (o Torre Orientale)  | Östliche Latemartürme                    | Cresta del Latemar                 | 2800                |
| Torri Occidentali*                       | Westliche Latemartürme                   | Cresta del Latemar                 | 2814                |
| Corno d'Ega                              | Eggentaler Horn                          | Cresta del Latemar                 | 2799                |
| Col Cornon                               |                                          | Cresta del Latemar                 | 2757                |
| Cima Valsorda                            | Schreppwand                              | Cresta del Latemar                 | 2752                |
| Cima del Forcellone                      | Erzlahnspitze                            | Cresta del Latemar                 | 2749                |
| Paion                                    | Reiterjochspitze                         | Cresta del Latemar                 | 2705                |
| Cima Feudo                               |                                          | Cresta del Latemar                 | 2672                |
| Cima di Valbona                          |                                          | Cresta del Latemar                 | 2663                |
| Piz dei Mus Primo                        |                                          | Cresta del Latemar                 | 2637                |
| Punta della Chiesa (o Punta del Pascolo) | Kirchtagsweide                           | Cresta del Latemar                 | 2616                |
| Zan de Montagna (Cima Tolomei)           |                                          | Cresta del Latemar                 | 2576                |
| Le Pope (o Cima Popa)                    | Poppekanzel                              | Cresta del Latemar                 | 2473                |
| El Gronton (o Lastè di Vallaccia)        |                                          | Cresta del Latemar                 | 2471                |
| Monte Toàc (o Cima del Fontanèl)         |                                          | Cresta del Latemar                 | 2319                |
| Doss Capèl                               |                                          | Propaggini Meridionali del Latemar | 2266                |
| Monte Agnello                            |                                          | Propaggini Meridionali del Latemar | 2358                |
| La Forcella di Pelenzana                 |                                          | Propaggini Meridionali del Latemar | 2181                |
| Pizancae                                 |                                          | Propaggini Meridionali del Latemar | 2162                |
| Cornon (o Cornacci)                      |                                          | Propaggini Meridionali del Latemar | 2189                |
| Doss dai Branchi                         |                                          | Propaggini Meridionali del Latemar | 2274                |
| Pala di Santa                            | Zanggen(-Berg)                           | Propaggini Meridionali del Latemar | 2488                |

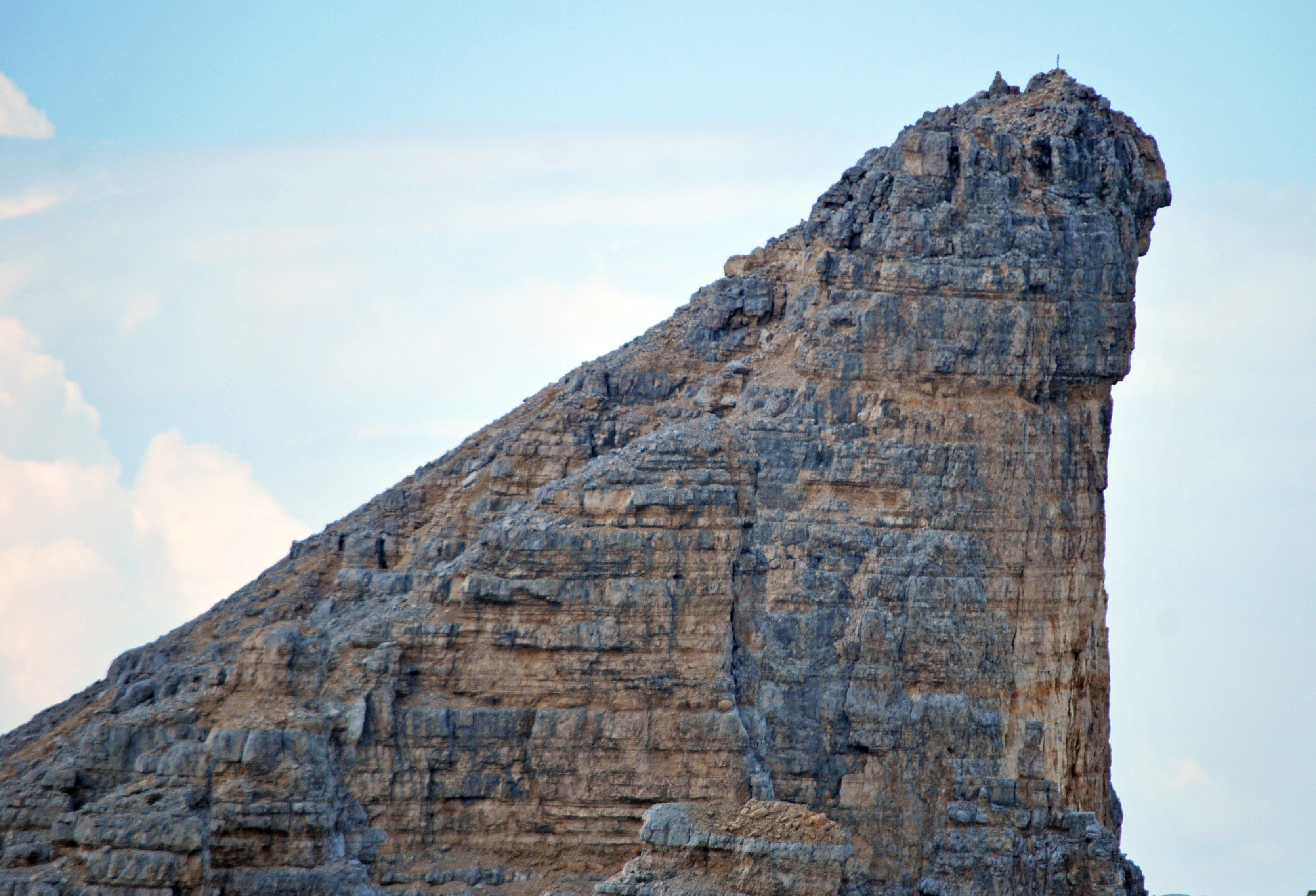
Cimon del Latemar o Torre Diamantidi

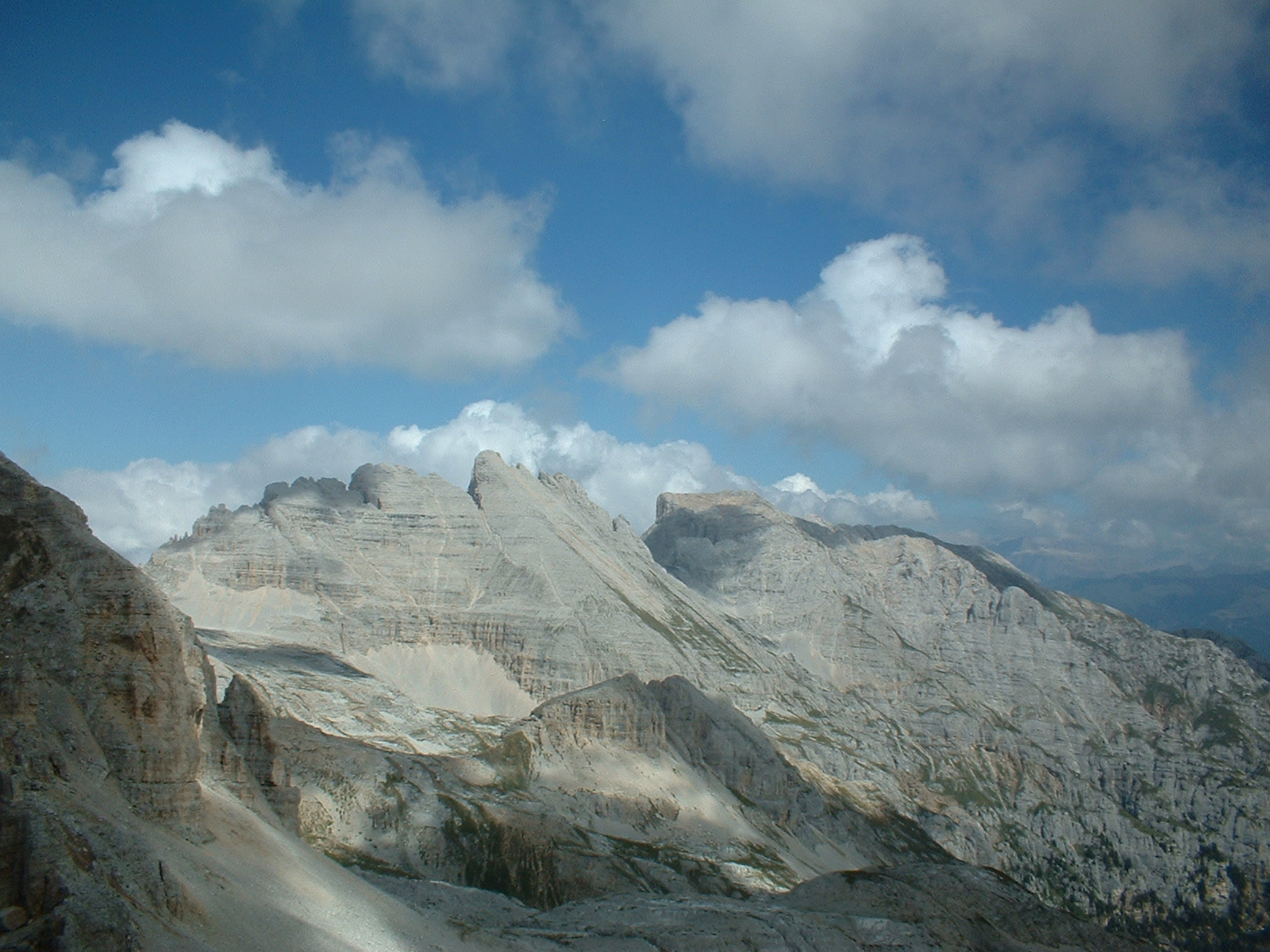
Le Torri del Latemar.

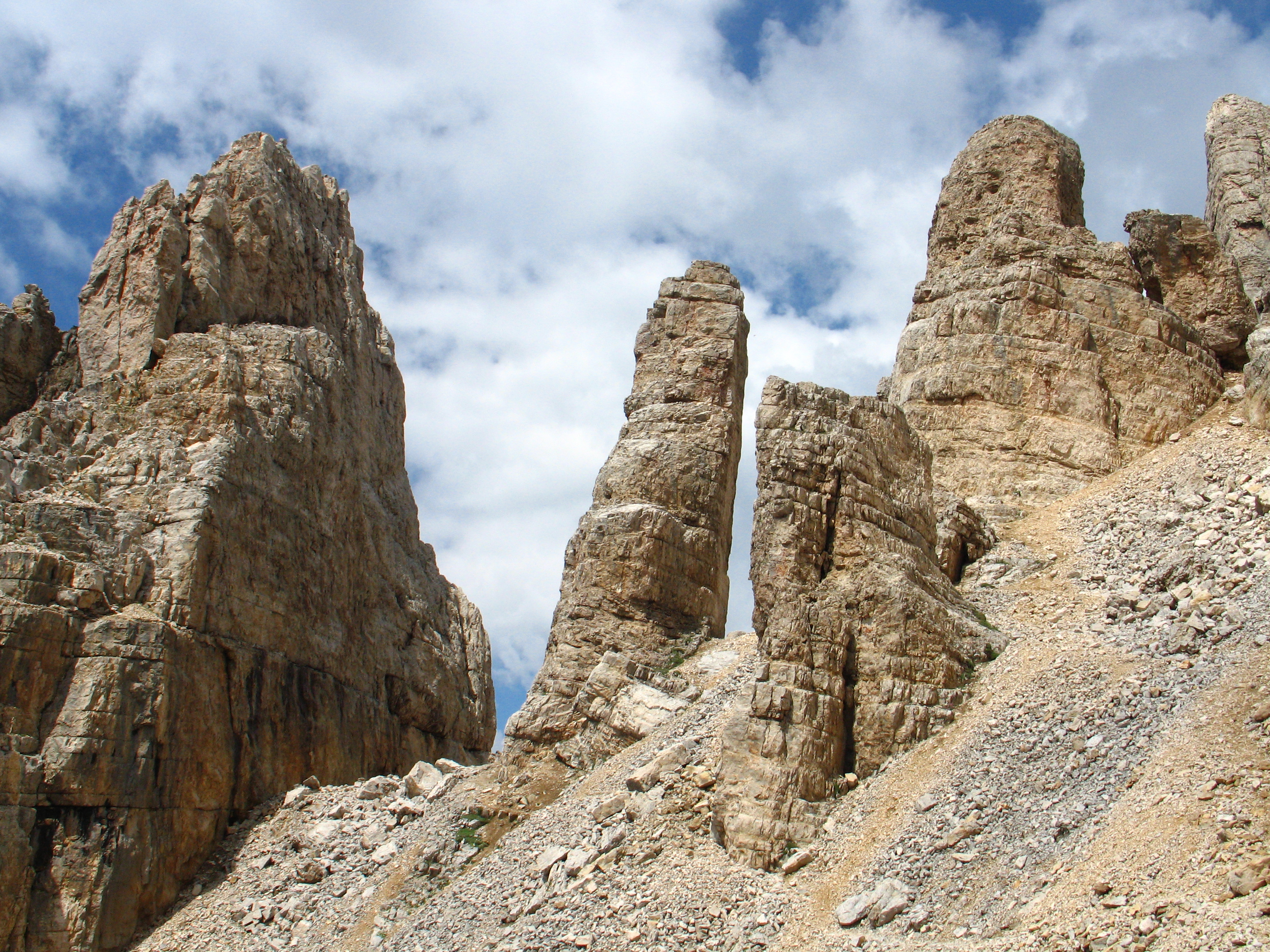
La "Torre di Pisa".

* Le vette della cresta che va dalla Forcella dei Campanili alla Forcella Grande del Latemar sono chiamate Torri del Latemar (Latemartürme in tedesco).

## Passi e Forcelle
| Nome italiano                   | Nome Tedesco          | Altitudine in metri |
| ------------------------------- | --------------------- | ------------------- |
| Forcella dei Campanili          | Rotlahnscharte        | 2685                |
| Forcella Grande del Latemar     | Große Latemarscharte  | 2620                |
| Forcella Piccola del Latemar    | Kleine Latemarscharte | 2526                |
| Forcella dei Camosci o La Mens  | Gamsstall-Scharte     | 2590                |
| Forcellone                      | Erzlahnscharte        | 2582                |
| Forcella di Toàc o del Fontanèl |                       | 2273                |
| Forcella Peniòla                |                       | 2150                |